# Rosteig
Rosteig je občina v departmaju Bas-Rhin francoske regije Alzacija.
Leta 1990 je v občini živelo 616 oseb oz. 80 oseb/km².